# Lars Hamann
Lars Hamann (* 4. April 1989 in Meißen, Bezirk Dresden, DDR) ist ein ehemaliger deutscher Leichtathlet, der sich auf den Speerwurf spezialisiert hatte.

## Berufsweg
Hamann hat eine Ausbildung als medizinisch-technischer Assistent für Radiologie, gehört der Sportfördergruppe der Landespolizei Sachsen an und wurde Ende Januar 2016 zum Polizeimeister ernannt.

## Sportliche Karriere
Durch eine Leichtathletik-AG in der Grundschule, die ihm so gut gefiel, dass er sich danach bei einem Verein anmeldete, fand Lars Hamann zum Sport. 2003 kam er erstmals in den D-Kader, 2006 in den C-Kader und 2008 in den B-Kader.
2010 belegte Hamann jeweils den 3. Platz beim Winterwurf-Europacup in Arles (Frankreich) und bei den Polizeieuropameisterschaften Leichtathletik in Donetsk (Ukraine).
2012, 2013 und 2015 erreichte Hamann jeweils den 3. Platz bei den Deutschen Meisterschaften. 2013 stand er auf Platz 1 der deutschen Bestenliste.
Bei den Weltmeisterschaften 2013 in Moskau und 2015 in Peking schied er in der Qualifikation aus, ebenso bei den Europameisterschaften 2016 in Amsterdam.
2015 siegte Hamann beim IAAF World Challenge Meeting in Rieti und belegte beim IAAF World Challenge Meeting in Peking den 3. Platz. Zudem wurde er Deutscher Polizeimeister.
2016 stand er auf Platz 9 der Weltrangbestenliste und kam bei den Deutschen Meisterschaften auf den 5. Platz.
2017 erhöhte Hamann Mitte Mai seine persönliche Bestleistung auf 86,71 m und war mit der Normerfüllung (83,00 m) einer von vier Speerwerfern, die um die drei Startplätze bei den Weltmeisterschaften in London konkurrierten. Bei der Nominierung erhielten aber letztlich Johannes Vetter, Thomas Röhler und Andreas Hofmann den Vorzug.
Nach anhaltenden Verletzungsproblemen beendete Hamann Anfang 2019 seine leistungssportliche Karriere.

## Vereinszugehörigkeiten
Lars Hamann startete seit 2003 für den Dresdner SC und war zuvor von 1996 bis 2002 beim SV Motor Sörnewitz.

## Ehrungen
- Sportler des Jahres Dresden 2013
- Ehrennadel Gold des Kreissportbund (KSB) Dresden

## Bestleistungen
Jahresbestleistungen
(800gr-Speer)
| 2006 | 67,18 m |
| 2007 | 68,40 m |
| 2008 | 71,03 m |
| 2009 | 74,23 m |
| 2010 | 77,24 m |
| 2011 | 74,85 m |
| 2012 | 79,55 m |
| 2013 | 84,20 m |
| 2014 | 79,65 m |
| 2015 | 84,26 m |
| 2016 | 85,79 m |
| 2017 | 86,71 m |

Persönliche Bestweite
Die persönliche Bestweite von 86,71 m erzielte Hamann am 13. Mai 2017 beim Speerwurfmeeting in Offenburg.

## Erfolge
national
- 2006: Deutscher U18-Jugend-Meister (67,61 m)
- 2008: 3. Platz Deutsche U20-Jugend-Meisterschaften (71,03 m)
- 2010: Deutscher U23-Meister (77,24 m)
- 2011: Deutscher U23-Vizemeister (74,85 m)
- 2012: 3. Platz Deutsche Meisterschaften (75,87 m)
- 2013: 3. Platz Deutsche Meisterschaften (81,24 m)
- 2015: 3. Platz Deutsche Meisterschaften (81,03 m)
- 2015: Deutscher Polizeimeister[6] (79,64 m)
- 2016: 5. Platz Deutsche Meisterschaften (80,71 m)
- 2017: 4. Platz Deutsche Meisterschaften (81,07 m)

international
- 2010: 3. Platz Winterwurf-Europacup (74,72 m)
- 2010: 3. Platz Leichtathletik-Polizeieuropameisterschaften[5] (73,30 m)
- 2013: 23. Platz Weltmeisterschaften (77,10 m)
- 2014: 6. Platz Winterwurf-Europacup (79,65 m)
- 2015: 16. Platz Weltmeisterschaften (79,56 m)
- 2016: 19. Platz Europameisterschaften (78,07 m)